# Inhibitory zwrotnego wychwytu serotoniny i noradrenaliny

Noradrenalina

Serotonina

Inhibitory wychwytu zwrotnego serotoniny i noradrenaliny (ang. serotonin norepinephrine reuptake inhibitor, SNRI) – grupa leków przeciwdepresyjnych hamujących reabsorpcję przez neurony dwóch neuroprzekaźników, serotoniny i noradrenaliny. W efekcie tego zwiększa się ich stężenie w szczelinie synaptycznej pomiędzy neuronami, co skutkuje wzrostem neuroprzekaźnictwa z jednej komórki nerwowej do drugiej. Działanie SNRI jest zbliżone do działania selektywnych inhibitorów zwrotnego wychwytu serotoniny (SSRI).

## Wskazania
Leki z tej grupy są wskazane w leczeniu:
- epizodów depresyjnych[1][2]
- zespołu lęku uogólnionego[3][4][5]
- fobii społecznej[6][7]
- zaburzenia lękowego z napadami lęku panicznego[3][8][9]
- zespołu stresu pourazowego[3]
- bólu neuropatycznego[10][11]
- fibromialgii[12]
- przewlekłego bólu mięśniowo-szkieletowego[13].

Oprócz wyżej wymienionych SNRI mogą być stosowane u dorosłych pacjentów z ADHD jako alternatywna dla stymulantów, nie jest to jednak oficjalnie zatwierdzone wskazanie.

## Mechanizm działania

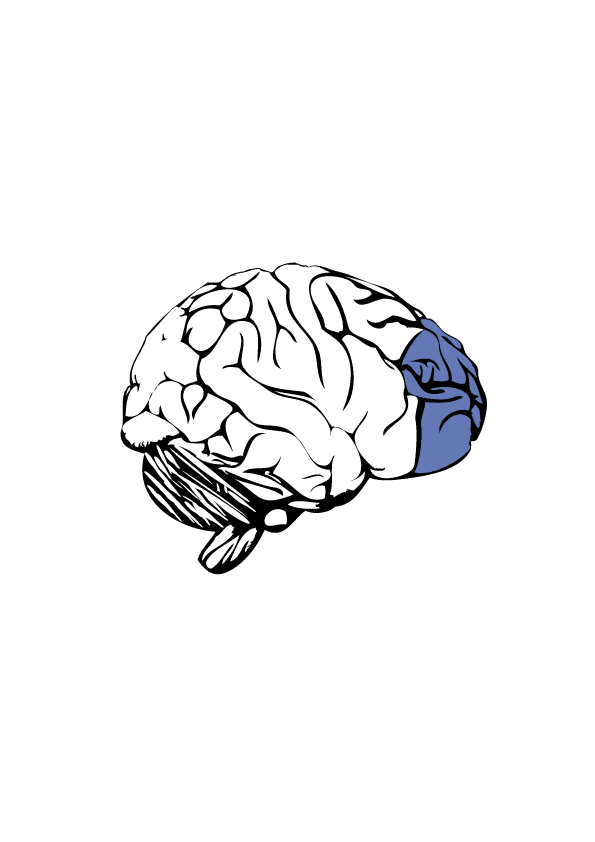
Kora przedczołowa

Serotonina i noradrenalina są neuroprzekaźnikami wydzielanymi przez neurony. Wzrost ich stężenia w szczelinie synaptycznej skutkuje zwiększeniem neuroprzekaźnictwa. Procesem odwrotnym jest wychwyt zwrotny tych neuroprzekaźników przez neurony, co powoduje obniżenie neuroprzekaźnictwa. SNRI działają poprzez inhibicję (hamowanie) drugiego z tych procesów, tj. wychwytu zwrotnego. Konsekwencją jest znaczne zwiększenie stężenia serotoniny oraz noradrenaliny we wszystkich obszarach układu nerwowego, w których występują transportery serotoninowe oraz transportery noradrenaliny. Z punktu widzenia terapii zaburzeń nastroju najistotniejsze jest oddziaływanie leków na mózgowie, a zwłaszcza na
- korę przedczołową
- zwoje podstawy mózgu
- wzgórze
- ciało migdałowate
- hipokamp
- podwzgórze.

SNRI wpływają także na transmisję dopaminergiczną w korze przedczołowej. Wynika to z tego, że zahamowanie wychwytu zwrotnego noradrenaliny hamuje też wychwyt zwrotny dopaminy w tym obszarze przodomózgowia. Ma to znaczne konsekwencje kliniczne, poprawiając działanie antydepresyjne preparatów z tej grupy.
Zwiększenie stężenia serotoniny oraz noradrenaliny w obwodowym układzie nerwowym jest przyczyną, dla której leki z tej grupy mają także istotne, wykorzystywane klinicznie, działanie przeciwbólowe.

### Konsekwencje terapeutyczne
- blokada wychwytu zwrotnego noradrenaliny – leczenie ADHD
- blokada wychwytu zwrotnego noradrenaliny i serotoniny – leczenie bólu neuropatycznego i fibromialgii
- blokada wychwytu zwrotnego noradrenaliny, serotoniny oraz dopaminy – leczenie zaburzeń nastroju, zaburzeń lękowych oraz zaburzeń nerwicowych.

## Przeciwwskazania[16]
- Nadwrażliwość na stosowany preparat
- Jaskra z wąskim kątem przesączania
- Jednoczasowe podawanie inhibitorów MAO
- Niestabilna choroba wieńcowa
- Przyjmowanie dużej ilości alkoholu.

## Działania uboczne

### Zależne od działania serotoninergicznego
Objawy uboczne zależne od działania serotoninergicznego są zbliżone do działań niepożądanych SSRI.
Pobudzenie receptorów serotoninowych 5-HT2A i 5-HT2C w szlaku nerwowym prowadzącym z jądra szwu do ciała migdałowatego i układu limbicznego może wywołać:
- ostre pobudzenie
- lęk
- napady lęku panicznego.

Pobudzenie receptorów 5HT2A w zwojach podstawy mózgu może spowodować zahamowanie transmisji dopaminergicznej w tym obszarze, czego efektem może być
- akatyzja
- spowolnienie psychoruchowe
- łagodnie nasilone objawy parkinsonizmu.

Pobudzenie receptorów 5HT2A w pniu mózgu może wywołać
- mioklonie
- zaburzenia snu z nocnymi wybudzeniami.

Pobudzenie receptorów 5HT2A oraz 5HT2C w rdzeniu kręgowym może zaburzyć odruchy rdzeniowe orgazmu i ejakulacji; pobudzenie receptorów 5HT2A w układzie nagrody prowadzi z kolei do spadku libido prowadząc do
- dysfunkcji seksualnych[b].

Pobudzenie receptorów 5-HT3 w podwzgórzu oraz w pniu mózgu może prowadzić do
- wymiotów
- nudności.

Pobudzenie receptorów 5-HT3 oraz 5-HT4 w układzie pokarmowym może powodować
- przyspieszenie motoryki jelit ze skurczami i biegunką.

### Zależne od działania noradrenergicznego
Oddziaływanie na receptory noradrenergiczne β1 oraz β2 w móżdżku może wywołać
- pobudzenie ruchowe
- drżenie mięśniowe.

Oddziaływanie na transmisję noradrenergiczną w ciele migdałowatym może wywołać
- pobudzenie psychoruchowe.

Oddziaływanie na transmisję noradrenergiczną w pniu mózgu może wywołać
- zmiany ciśnienia tętniczego krwi.

Oddziaływanie na receptory noradrenergiczne β1 w sercu może wywołać
- zmiany w tętnie.

Oddziaływanie na receptory noradrenergiczne w obrębie autonomicznego układu nerwowego może wywołać tak zwany „zespół pseudoantycholinergiczny”, kiedy to nadmierne pobudzenie receptorów noradrenergicznych α1 w układzie współczulnym wywołuje znaczne względne obniżenie napięcia układu przywspółczulnego; efektem może być:
- suchość w ustach
- zaparcie
- retencja moczu

mimo tego, że SNRI nie oddziałują bezpośrednio na receptory muskarynowe.

### Dynamikadziałań niepożądanych
U większości pacjentów działania niepożądane pojawiają się w pierwszej dobie leczenia. W trakcie leczenia z reguły stają się coraz łagodniejsze by po około tygodniu terapii ustąpić całkowicie. Niekiedy utrzymują się ze znacznym nasileniem przez cały okres leczenia co jest wskazaniem do przerwania leczenia stosowanym preparatem.

## Zatrucia
Zatrucia SNRI są wynikiem celowego działania pacjenta lub efektem interakcji lekowych. Zatrucie lekami z tej grupy jest bardzo niebezpieczne i potencjalnie śmiertelne.
W wyniku zatrucia SNRI mogą rozwinąć się następujące objawy:
- zaburzenia świadomości od senności do śpiączki włącznie
- zespół serotoninowy
- napady drgawkowe
- zaburzenia ze strony układu krążenia: tachykardia, podwyższone lub obniżone ciśnienie tętnicze krwi
- wymioty (szczególnie niebezpieczne w połączeniu z zaburzeniami świadomości z uwagi na ryzyko zachłyśnięcia).

## Preparaty

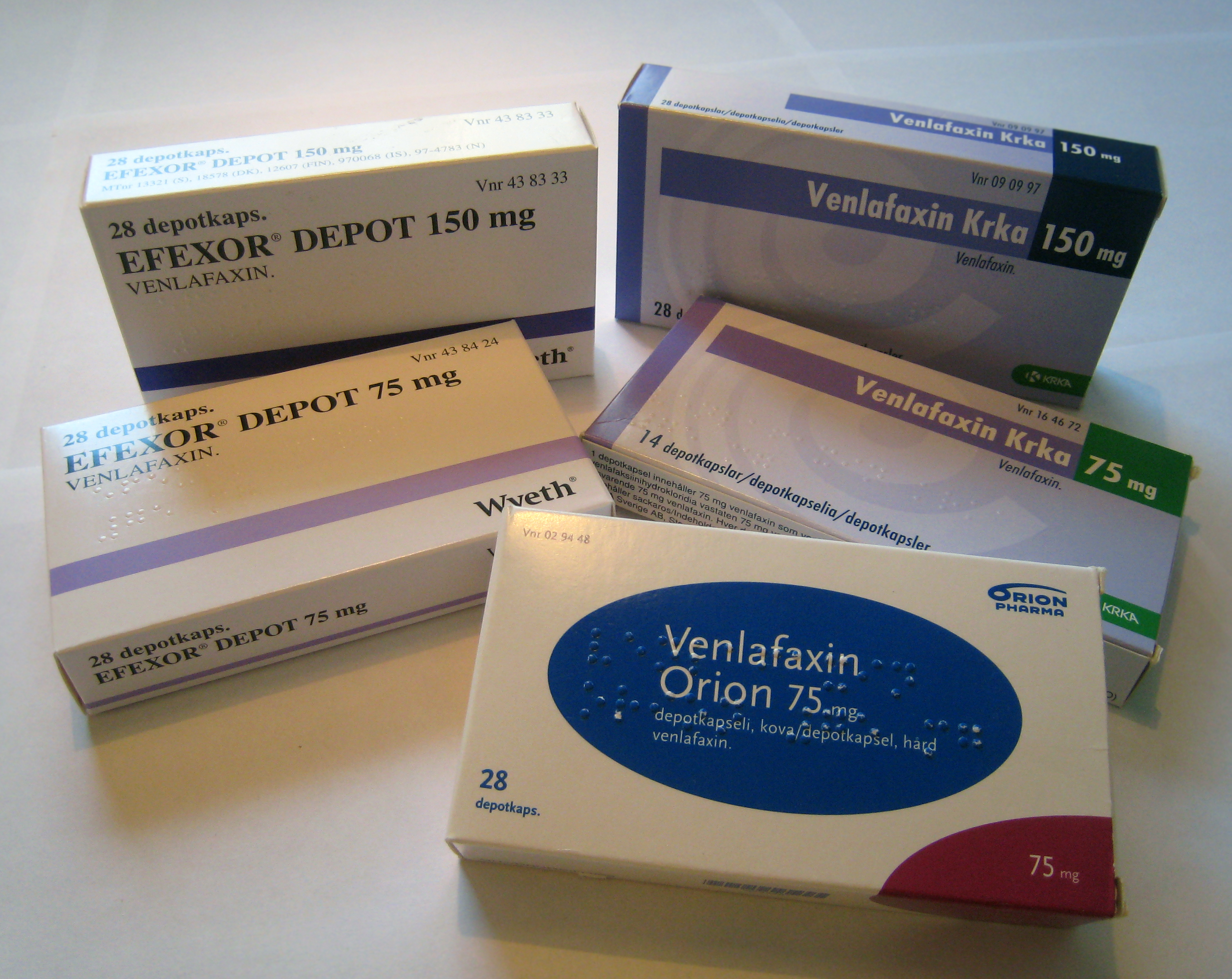
Preparaty zawierające wenlafaksynę

Leki z grupy SNRI
- wenlafaksyna
- deswenlafaksyna
- milnacipran
- duloksetyna
- bicifidyna(inne języki)
- sibutramina[c].